# Białogarda
Białogarda (kaszb. Bielogarda, lub też Bielegarda, Biôłô Garda, Biôłgarda, niem. Belgard) – wieś w Polsce położona w województwie pomorskim, w powiecie lęborskim, w gminie Wicko, przy drodze wojewódzkiej nr 214. Najbliższą stacją kolejową PKP jest Lędziechowo na trasie linii kolejowej Lębork-Łeba. 
W latach 1975–1998 wieś położona była w województwie słupskim.

## Integralne część wsi
| SIMC    | Nazwa    | Rodzaj    |
| ------- | -------- | --------- |
| 1014688 | Nadolnik | część wsi |
| 1014725 | Wagowa   | część wsi |

## Historia
Pierwsza zachowana do stanu aktualnego wzmianka pochodzi z roku 1209. Część historyków przypuszcza, że w X i XI wieku tu właśnie znajdowała się siedziba władz niezależnego od Piastów Pomorza, o której zdobyciu w roku 1096 informuje sam Gal Anonim w swojej kronice. Tą tezę zdaje się potwierdzać spora wielkość białogardzkich grodzisk, nie mających odpowiednika na Pomorzu Gdańskim. Natomiast pewne jest, że od roku 1229 mieściła się tu stolica Księstwa Białogardzkiego, rządzonego przez Racibora najmłodszego syna gdańskiego księcia Mściwoja I. W późniejszym okresie urzędował tu książęcy kasztelan. W roku 1308 ziemię białogardzką w zamian za poddanie Pomorza Gdańskiego Brandenburgii, otrzymał ród pomorskich wielmożów Święców. Krzyżacy zachowujący zwierzchność nad Białogardą, nadali jej jako wsi prawa chełmińskie w roku 1354, lecz już wcześniej wszystkie urzędy przeniesiono do Lęborka. Upadek znaczenia Białogardy wiązał się także z wytyczeniem nowego traktu handlowego między Gdańskiem a Słupskiem. Do XVII wieku Białogarda była własnością książęcą, a po przejściu ziemi lęborskiej pod panowanie pruskie należała do elektorów. W XIX wieku nastąpiło uwłaszczenie miejscowego chłopstwa i rozpoczął się rozwój wsi. 

## Zabytki
Według rejestru zabytków NID na listę zabytków wpisany jest kościół ewangelicki, obecnie rzymskokatolicki parafialny pw. św. Jana Chrzciciela, 1890, nr rej.: A-1764 z 24.11.2005. 
kościół parafialny pod wezwaniem św. Jana Chrzciciela zbudowany został w stylu neogotyckim.
Ponadto we wsi znajdują się widoczne pozostałości grodziska Racibora oraz nieczynny młyn wodny nad Strugą Białogardzką przy DW214.